# Ростан (граф Жироны)

Графства Испанской марки в начале IX века

Роста́н (лат. Rostagnus, фр. Rostaing; умер после 801) — первый известный из исторических источников граф Жироны (785 — между 801 и 812).

## Биография

### Происхождение
Происхождение Ростана точно не установлено. Предполагается, что он мог быть одним из тех вестготов, которые бежали на территорию Франкского государства от власти мусульман, завоевавших в начале VIII века Пиренейский полуостров.
Вероятно, Ростан тождественен тому тёзке, который летом 782 года в числе четырёх государевых посланцев по поручению Карла Великого ездил в Септиманию. 3 июня Ростан участвовал в судебном заседании в Нарбоне, на котором был удовлетворен иск главы Нарбонской митрополии епископа Даниэля к графу Милону. Согласно принятому на заседании решению, Нарбонской епархии были возвращены более пятидесяти загородных имений, а также три ранее перешедшие к графу церкви. Здесь же в Нарбоне 5 июля Ростан подтвердил данную Милоном дарственную хартию Нарбонской епархии.

### Получение графства
Согласно «Хронике Муассака», в 785 году граждане и знать Жироны изгнали мусульманского вали и передали город под защиту короля Франкского государства Карла Великого. Жирона была первым перешедшим под власть Франкского государства крупным городом Каталонии. Считается, что её приобретение послужило толчком к возобновлению завоевательной политики Карла Великого в отношении мусульманских территорий, прерванной поражением в битве в Ронсевальском ущелье в 778 году. Включённая в состав Аквитанского королевства, Жирона стала центром одноимённого графства, в которое входили также паги Ампурьяс и Бесалу.
Первым графом Жироны был назначен Ростан, с самого начала правления начавший укрепление своих владений: он восстановил стены города и содействовал переселению на контролируемые им земли вестготов из приграничных областей Кордовского эмирата.

### Войны с маврами
В 790-х годах мавры несколько раз предпринимали попытки остановить франкское наступление в Каталонии. Наиболее значительный поход был организован мусульманами в 793 году, когда большое войско под командованием Абд аль-Малика ибн Абд аль-Вахида ибн Мугита вторглось в пределы Франкского государства и осадило Жирону. Однако благодаря заранее предпринятым графом Ростаном мерам, мусульмане город взять так и не смогли. Отступив от Жироны, мавры двинулись вглубь Септимании. Разоряя всё на своём пути, войско Кордовского эмирата сожгло пригороды Нарбона и в сражении на реке Орбьё нанесло поражение графу Тулузы Гильому Желонскому. Однако понесённые маврами в битве значительные потери заставили мусульман повернуть обратно и возвратиться в земли Кордовского эмирата.
Отбив нападение на свои владения, граф Ростан в 795 году содействовал организации набега, совершённого знатным вестготом Иоанном на окрестности Барселоны. В свою очередь, в этом и в 796 годах мавры вновь предпринимали нападения на земли Жиронского графства.

### Участие в завоевании Барселоны
В 801 году Ростан был одним из военачальников, сыгравших значительную роль в завоевании франками Барселоны. По приказу короля Аквитании Людовика Благочестивого в феврале того года на графа Жироны было возложено командование той третьей частью франкского войска, которая первой начала осаду города. После того как Гильомом Желонским и графом Нарбона Адемаром было разбито пытавшееся пробиться к городу войско мавров, к осаждающим присоединилась и остальная часть войска франков. Осада Барселоны завершилась 4 апреля 801 года взятием города. Вскоре после этого на завоёванных франками за Пиренеями землях императором Карлом Великим была образована Испанская марка, включавшая в себя несколько владений, в том числе и Жиронское графство.
Участие графа Ростана в завоевании Барселоны — последнее свидетельство о нём в исторических источниках. Точная дата и обстоятельства, при которых Ростан перестал быть графом Жироны, неизвестны: первый документ, упоминающий его преемника, графа Одилона, датирован уже 2 апреля 812 года.